# 中野市立中野小学校
中野市立中野小学校（なかのしりつなかのしょうがっこう）は、長野県中野市にある公立小学校である。

## 概要
中野小学校は中野市の中心部にある学校である。2019年度現在は825人の児童が在籍、職員数は49人のマンモス学校。1947年(昭和22年）に中野小学校と校名が改称され、80年余の歴史がある。。

## 学校目標
かしこく   やさしく   たくましく 。

## 沿革
- 1947年 - 中野国民学校から中野小学校と校名が改称される [2][4] 。

## 出身有名人
- 牧秀悟 - プロ野球選手（横浜DeNAベイスターズ）[5]